# Senometopia separata
Senometopia separata är en tvåvingeart som först beskrevs av Camillo Rondani 1859.  Senometopia separata ingår i släktet Senometopia, och familjen parasitflugor. Arten är reproducerande i Sverige.